# NPO Mašinostrojenija
NPO Mašinostrojenija je jednou z předních firem raketového a kosmického průmyslu Ruska. Oficiální název společnosti je OAO VPK NPO Mašinostrojenija (ОАО «Военно-промышленная корпорация «Научно-производственное объединение машиностроения»). Založena byla roku 1944 pod vedením V. N. Čeloměje jako konstrukční kancelář pro konstrukci letounových střel při leteckém závodě č. 51.

## Vývoj názvů společnosti
- KB závodu č.51 (КБ завода № 51) říjen 1944 — 1954
- Konstrukční skupina (Конструкторская группа) červen 1954 — srpen 1955
- OKB-52 (ОКБ-52) – Zkušebně konstrukční kancelář číslo 52[1] – srpen 1955 až září 1965
- Centrální konstrukční kancelář strojírenství (CKBM, Центральное конструкторское бюро машиностроения (ЦКБМ)) září 1965 — leden 1983
- FGUP NPO Mašinostrojenija (ФГУП «НПО машиностроения») leden 1983 — únor 2007
- OAO VPK NPO Mašinostrojenija (ОАО "ВПК "НПО машиностроения") od února 2007

## Vlastník a vedení

### Vlastník společnosti
V sovětských dobách společnost do roku 1965 spadala pod lidový komisariát (od 1946 ministerstvo) leteckého průmyslu. Roku 1965 byla převedena k ministerstvu všeobecného strojírenství. V současnosti 100 % akcií společnosti vlastní ruský stát prostřednictvím Federální agentury pro správu federálního majetku (Федерального агентства по управлению федеральным имуществом).

### Vedení společnosti
- Vladimír Nikolajevič Čeloměj – 1944 – prosinec 1984 ředitel a hlavní (od 1959 generální) konstruktér[1]
- Gerbert Alexandrovič Jefremov – prosinec 1984 – listopad 2007 – generální konstruktér, 1989 – 2007 – generální ředitel
- Alexandr Georgijevič Leonov – od listopadu 2007 generální konstruktér

## Historie společnosti

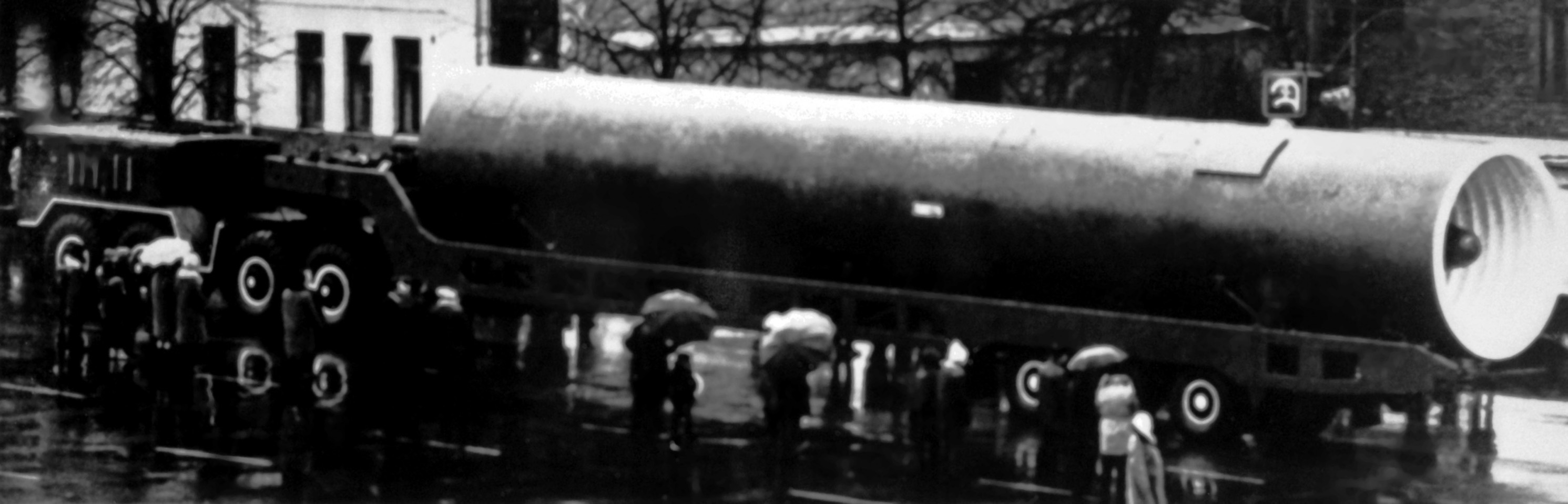
Balistická raketa UR-100

V prvních letech činnosti kancelář konstruovala letounové střely určené k výzbroji letadel Tu-2, Tu-4 a Pe-8. Roku 1954 byla tato činnost předána Mikojanově konstrukční kanceláři. Čelomejův kolektiv se v Tušinu soustředil na vývoj letounové střely startující ze země.
Roku 1955 se z iniciativy Vladimíra Čelomeje kancelář zúčastnila konkursu na křídlaté rakety určené pro ponorky a konkurs vyhrála. Kancelář byla poté přejmenována a přemístěna do Reutova. Námořní křídlaté rakety jsou důležitou částí produkce společnosti do dnešních dnů.
Začátkem šedesátých let se konstrukční kancelář začala zabývat i kosmickou technikou. Vyvíjela družice námořní rozvědky, nosné rakety pro tyto družice, první manévrující družici (Poljot-1). Do výzbroje strategických raketových sil bylo k roku 1970 zařazeno na tisíc raket UR-100, modernizované verze rakety (UR-100N) jsou dosud ve výzbroji raketových vojsk Ruska.
Nejvýraznějším přínosem kanceláře sovětské kosmonautice je raketa Proton a vojenské orbitální stanice řady Almaz vypuštěné pod názvem Saljut 3 a Saljut 5. I civilní Saljuty vyrobené konkurenční CKBEM (dnes RKK Eněrgija) vycházely z konstrukce Almazu. CKBM zkonstruovala k orbitální stanici Almaz i dopravní kosmickou loď TKS. Pro lety touto lodí sestavila vlastní skupinu kosmonautů existující v letech 1972 – 1987. Loď TKS byla vyzkoušena v bezpilotním režimu, před zahájením pilotovaných letů byl program zrušen.

## Výrobky

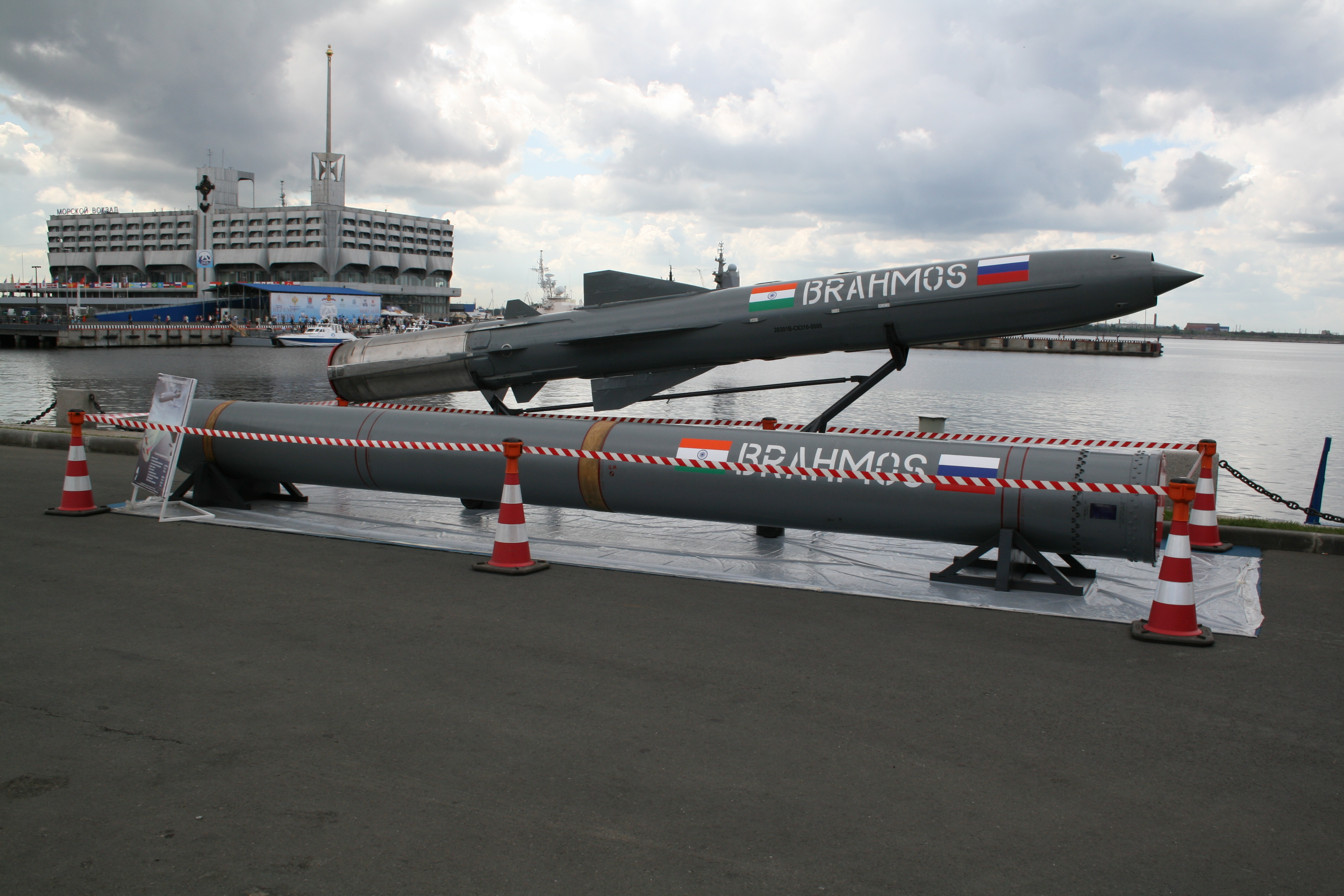
Námořní verze střely BrahMos s vypouštěcím kontejnerem

- mezikontinentální balistické rakety UR-100 a UR-100N
- protilodní křídlaté rakety
  - P-70 Ametist
  - P-120 Malachit
  - P-500 Bazalt
  - P-700 Granit
  - P-800 Oniks
  - BrahMos
- Proton (družice)
- Kondor (družice)
- Strela
- nosná raketa UR-500 Proton
- orbitální stanice Almaz
- kosmická loď TKS

## Filiálky korporace

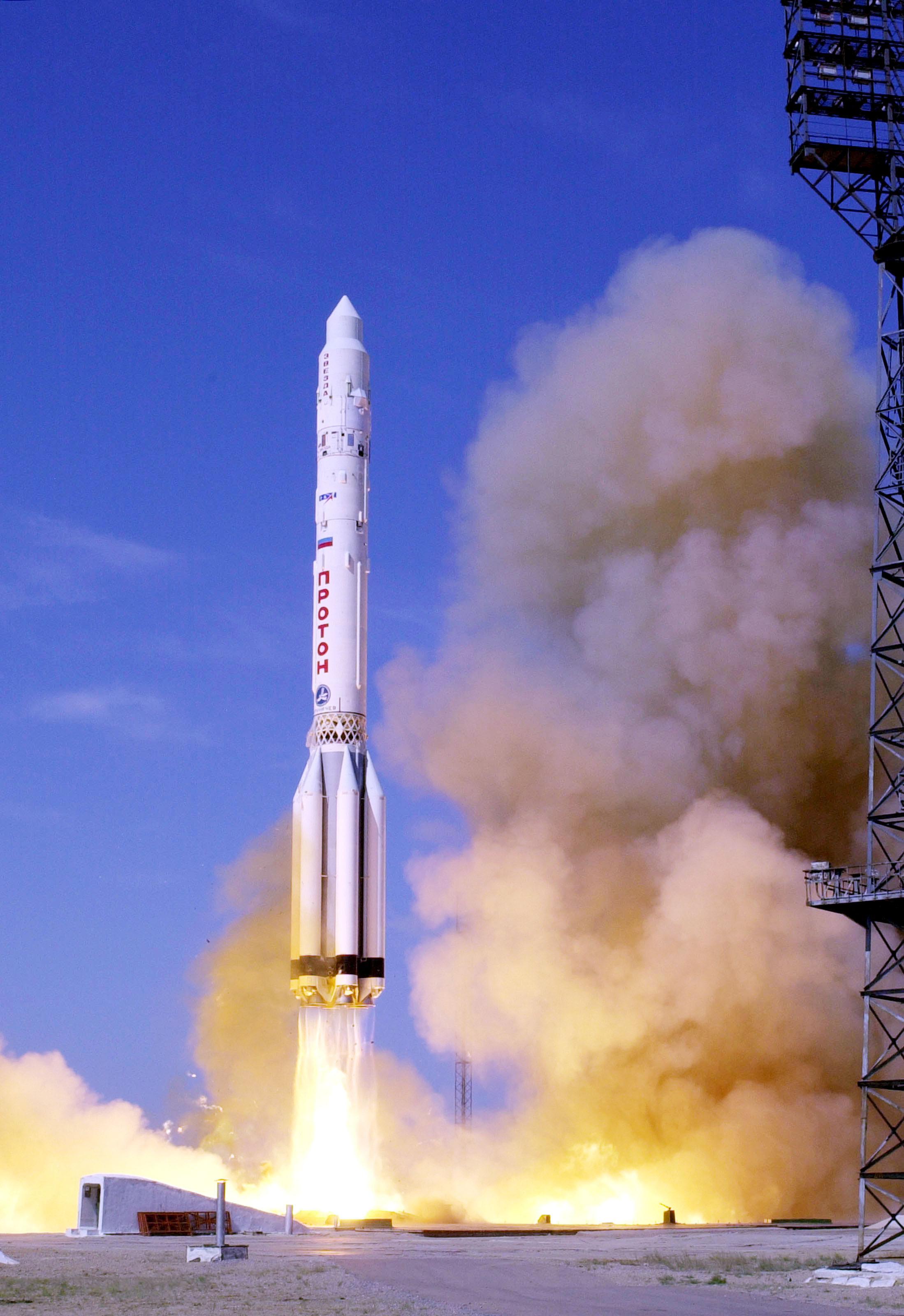
Start rakety Proton

- OAO PO Strela v Orenburgu (ОАО «ПО «Стрела» (г. Оренбург)
- OAO PZ Mašinostrojitel v Permu (ОАО «ПЗ «Машиностроитель» (г. Пермь)
- OAO NPO elektromechaniky v Miassu, Čeljabinská oblast (ОАО «НПО электромеханики» (г. Миасс, Челябинская область)
- FGUP Avangard v Safonovu, Smolenská oblast (ФГУП «Авангард» (г. Сафоново, Смоленская область)
- FGUP NII elektromechaniky v Istře, Moskevská oblast (ФГУП «НИИ электромеханики» (г. Истра, Московская область)
- FGUP UNIIKM v Permu (ФГУП «УНИИКМ» (г. Пермь)
- OAO Koncern Granit-Elektron v Sankt-Petěrburgu (ОАО «Концерн «Гранит-Электрон» (г. Санкт-Петербург)